# Phytomyza meridionalis
Phytomyza meridionalis este o specie de muște din genul Phytomyza, familia Agromyzidae, descrisă de Spencer în anul 1972.
Este endemică în Spania. Conform Catalogue of Life specia Phytomyza meridionalis nu are subspecii cunoscute.